# سد جینگونگ
سد جینگونگ (به لاتین: Jinghong Dam) یک سد و نیروگاه برقابی در چین است که در یون‌نان واقع شده‌است.